# 2015年集安旅游大巴坠桥事故
40°55′21.8″N 125°46′23.3″E / 40.922722°N 125.773139°E
2015年集安旅游大巴坠桥事故是指2015年7月1日一辆载有韩国公民的旅游大巴在中华人民共和国吉林省集安市坠桥的事故。事件造成10名韩国人和中国籍司机身亡，另有17人受伤，其中8人伤势严重。2015年7月5日，一名韩国政府官员在集安市自杀身亡。

## 背景
集安是中国东北地区的旅游胜地，临近中朝边境和分隔中朝两国的鸭绿江，是联合国教科文组织世界文化遗产高句丽王城的所在地。它推出了八条旅游线路供游客选择，其中有许多线路经过朝鲜。
韩国官员表示，事故遇难者来自140人的主要政府职员代表团，他们正参加由隶属于行政自治部的地方行政研修院组织的培训计划，由六辆客车组成的车队运送。据香港《南华早报》报道，一行人在中国游览了历史遗迹，其中包括韩国独立战士在第二次世界大战结束前抵抗日本殖民统治的地方以及高句丽、渤海国遗迹。

## 事故
据《东亚日报》报道，根据韩国外交部发布的初步调查报告，当日一辆载有26人韩国公民和两名中国人的大巴，在集安市坠桥落入15米深的河流。事故发生在当地时间下午3点30分左右，这辆大巴当时正从集丹公路驶向边境城市丹东，坠河的外岔大桥位于集丹公路52公里處。现场闭路电视画面（时间戳为15:36:21）显示巴士撞上了桥的北侧。大巴隶属于新世纪旅行社。
28名乘客在事件中受伤或遇害，有8人当场死亡，1人送院后不治身亡，中国籍司机于翌日在医院死亡。其余17名受伤，其中8人伤势严重。一名36岁的受伤乘客有生命危险。
伤者最初在集安市人民医院接受救治，随后于7月2日转送至长春市吉林大学第一医院。8名就读于吉林华侨外国语大学的学生为陆续抵达的伤者及其家属提供口译。

## 调查
据韩国联合通讯社报道，监控画面捕捉到的超速和司机的错误操作是事故的主要原因，当时桥面上没有迎面而来的车辆。沈阳的韩国领事官员被派往事故现场成立事故相应团队。韩国总理黄教安与中国合作处理案件作出原则性规定。中华人民共和国外交部表示已联系首尔，并会妥善安排受害者的葬礼。
2015年7月5日，集安市官员在一份调查报告中表示，他们已确认超速转弯并非事故原因。山路的限速为每小时40公里，司机在该路段行驶时，车速达每小时64至88公里。市官员表示，测试排除了司机在毒品或酒精影响下的可能性。

## 崔斗勇的自杀
7月5日，一名协调事故善后工作的韩国官员疑似自杀，死在集安。死者为55岁的崔斗勇，是韩国地方政府官员发展研究所的主席，负责组织行程。他于当晚凌晨3点左右被发现死在酒店外空地，据信是跳楼身亡。